# حركة الإحياء

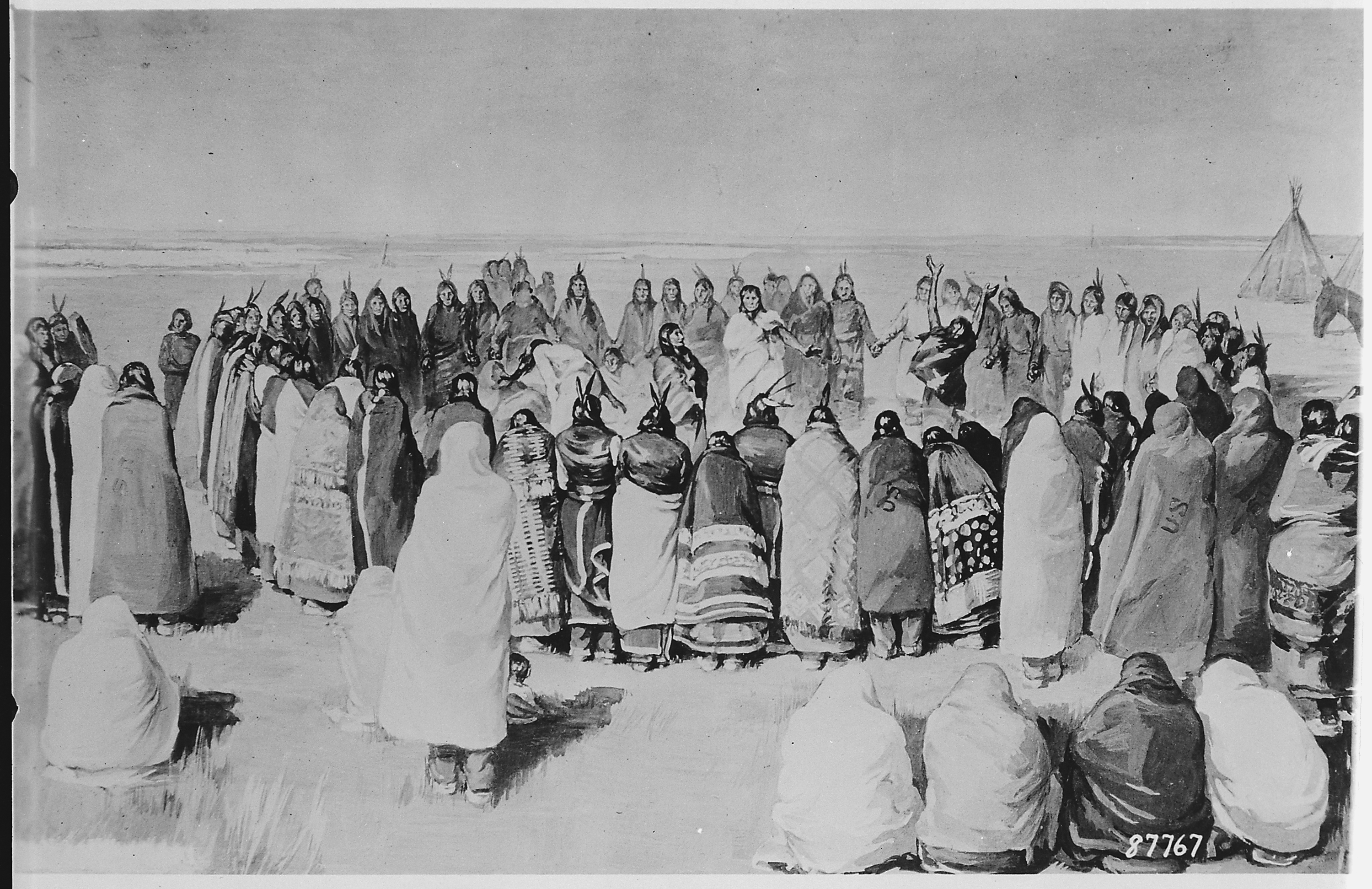

حركة الإحياء، هو كتاب لأنثوني والاس الأنثروبولوجي الكندي صدر عام 1956، ويتحدث في كتابه عن وصف كيفية تغيير الثقافات لنفسها. وحركة الإحياء هي "جهد مدروس ومنظم وواعي من قِبل أعضاء المجتمع لبناء ثقافة أكثر إرضاءً" (ص ٢٦٥)، ويصف والاس بإسهاب العمليات التي تتم من خلالها حركة الإحياء.

## نظرة عامة
يصف نموذج والاس لعام ١٩٥٦ عملية حركة إحياء ديني. وهو مستمد من دراسات حركة دينية أمريكية أصلية، تُعرف باسم "قانون بحيرة هاندسم"، والتي ربما أدت إلى ظهور ديانة لونغهاوس.
استنبط والاس نظريته من دراساتٍ أُجريت على ما يُسمى بالشعوب البدائية (غير المتعلمة والمتجانسة)، مع التركيز بشكل خاص على حركة إحياء الإيراكوي التي قادها الزعيم الديني ونبي سينيكا، هاندسوم ليك (1735-1815). واعتقد والاس أن نموذجه في الإحياء ينطبق على حركات واسعة ومعقدة، مثل صعود المسيحية والإسلام والبوذية والميثودية الويزلية.